# Diny Kagei-Clercx
Gerardina Cornelia (Diny of Dien) Kagei-Clercx (Boxtel, 3 april 1921) is een Nederlandse voormalig verpleegkundige. Tijdens de Tweede Wereldoorlog was ze actief in het verzet.

## Levensloop
Kagei-Clercx was een dochter van Johannes Rogier Cornelis Clercx (1897). en Maria Jacqueline Josepha Toirkens (1894). Ze was de oudste van tien kinderen. In haar jonge jaren woonde ze drie jaar lang bij een tante van vaderskant in Gemert.
Haar vader was slager van beroep. Slagerij Clercx bevond zich aan de Rechterstraat 32 in het centrum van Boxtel. Haar moeder hielp mee in de winkel van de slagerij. Onder de slagerij bevonden zich drie grote kelders van gewapend beton waar tijdens de Tweede Wereldoorlog de buurtbewoners kwamen schuilen wanneer het luchtalarm afging.
Kagei-Clercx groeide op in een tijd dat er nog geen auto's waren en haar familie zich verplaatste in een koets met paard. Zij begon haar schoolcarrière op de lagere school in Boxtel. Als tiener ging ze naar het pensionaat Sint Anna op Duinendaal in Boxtel, ook wel bekend als het Liefdegesticht. Daar kregen meisjes uit de nette burgerij onderwijs van de Zusters van Jezus, Maria, Jozef. Haar ouders dachten voordat ze naar het pensionaat ging dat ze de weekeinden thuis zou komen, maar het bleek dat ze slechts één keer in de maand naar huis mocht. De andere weekeinden zag ze haar ouders alleen wanneer zij met haar klasgenoten voor de hoogmis naar de Sint-Petruskerk ging. Ze had daardoor enorme heimwee. Op het pensionaat rondde zij de lagere school af en volgde de MULO. Hierna deed ze op advies van haar vader het middenstandsexamen.

### Loopbaan
Volgens haar vader zou Kagei-Clercx een goede zakenvrouw zijn. Zij wilde zelf echter graag dokter worden, maar dit was niet mogelijk omdat ze geen middelbare opleiding had gevolgd. Daarop besloot ze verpleegster te worden. Hiervoor volgde ze de opleiding huishoudkunde, de vooropleiding voor huishoudleraressen, in het klooster Mariënburg in Den Bosch. Ook hier zat zij in een internaat en kreeg zij les van de Zusters van Jezus, Maria, Jozef.
Na het halen van haar diploma ging Kagei-Clercx op aanraden van haar tante uit Gemert naar het ziekenhuis in Veghel waar ze tijdens de Tweede Wereldoorlog aan haar verpleegstersopleiding begon. Als leerling-verpleegster werkte ze op de mannenafdeling van het ziekenhuis. Nadat ze haar verpleegstersopleiding succesvol had afgesloten werkte ze kort als hoofd van de zuigelingenafdeling van het Ziekenhuis Duinendaal in Boxtel. Voor het werk dat ze daar deed ontving ze geen salaris, enkel textielpunten. Met de textielpunten kon ze handdoeken kopen, die in die tijd op rantsoen waren. Vervolgens ging ze aan de slag als wijkverpleegster. Na vier jaar in de wijkverpleging nam ze ontslag omdat ze ging trouwen. Het was in die tijd gebruikelijk dat vrouwen stopten met werken wanneer zij trouwden.
Ze trouwde met Evert (Eef) Kagei (1924-2007), een goede vriend van haar broer Jan. Hij was hoofd technische dienst bij het Waterschap De Dommel. Hij was oorspronkelijk protestant, maar bekeerde zich tot de Rooms-Katholieke Kerk voor Kagei-Clercx. Het echtpaar bleef kinderloos. Tijdens haar huwelijk bleef ze actief als vervangster in de wijkverpleging. Ook gaf ze les aan de huishoudschool en boerinnenbond, cursussen EHBO, moedercursussen, cursussen voor mensen die wilden emigreren en cursussen voor het Rode Kruis.

### Oorlog en verzet
In het ziekenhuis in Veghel werd ze tijdens de Tweede Wereldoorlog benaderd door het hoofd van de School van Maria Heilige voor deelname aan het verzet. Na dit gesprek had zij geen direct contact meer met andere verzetsstrijders en verliep alle communicatie via briefjes.
Als verzetsstrijdster stal ze identiteitsbewijzen van mannelijke ziekenhuispatiënten, die andere leden van het verzet nodig hadden. Ze nam zelfs een keer haar moeders identiteitsbewijs weg, omdat ze een identiteitsbewijs van een vrouw nodig had. Ze hielp met het transport van Engelse piloten en bracht Joden naar onderduikadressen. Op een dag werd Kagei-Clercx door een bevriende vrachtwagenchauffeur gebeld die door de Duitsers was gevorderd. Ze hielp hem vanuit Sint-Oedenrode te vluchten en onder te duiken zodat hij niet haar het front in Normandië hoefde.
In 2015 vertelde Kagie-Clercx op 94-jarige leeftijd haar levensverhaal aan Josephine van Horen van omroep Dommelland.